# Parastygarctus biungulatus
Parastygarctus biungulatus is een soort in de taxonomische indeling van de beerdiertjes (Tardigrada). 
Het diertje behoort tot het geslacht Parastygarctus en behoort tot de familie Stygarctidae. De wetenschappelijke naam van de soort werd voor het eerst geldig gepubliceerd in 1984 door Morone de Lucia, Grimaldi de Zio & d'Addabbo Gallo.